# Flag Hill
Flag Hill är en kulle i Australien. Den ligger i kommunen Northampton Shire och delstaten Western Australia, omkring 440 kilometer nordväst om delstatshuvudstaden Perth. Toppen på Flag Hill är 15 meter över havet, eller 6 meter över den omgivande terrängen. Bredden vid basen är 2,0 km. Flag Hill ligger på ön East Wallabi Island.
Trakten är glest befolkad. Det finns inga samhällen i närheten. 
Stäppklimat råder i trakten. Genomsnittlig årsnederbörd är 270 millimeter. Den regnigaste månaden är juni, med i genomsnitt 51 mm nederbörd, och den torraste är december, med 1 mm nederbörd.